# چال چغا ۴
چال چغا ۴ در شهرستان ازنا، بخش مرکزی، دهستان پاچه لک غربی، ۳۵۰ متری شرق جاده آسفالته شهر ازنا، روستای دولت‌آباد واقع شده و این اثر در تاریخ ۲۸ اسفند ۱۳۸۵ با شمارهٔ ثبت ۱۸۲۸۹ به‌عنوان یکی از آثار ملی ایران به ثبت رسیده است.